# Kochol
Kochol es una localidad del municipio de Maxcanú en Yucatán, México. En 1906 fue visitado por el presidente Porfirio Díaz. 

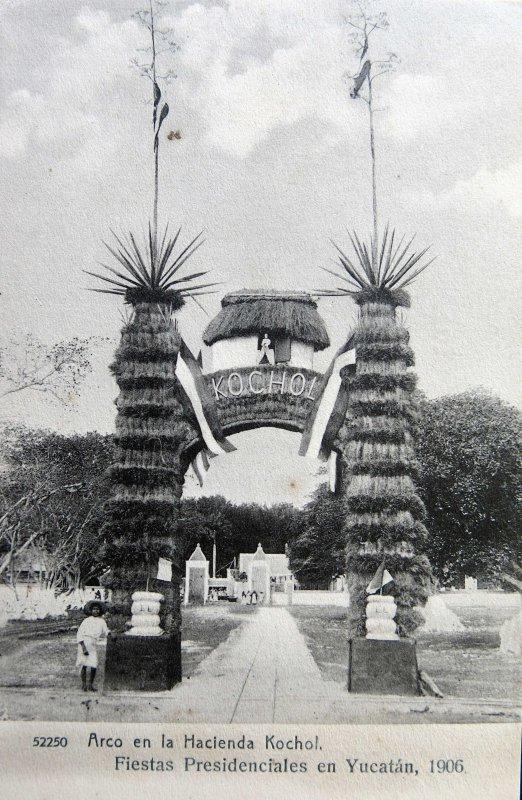
https://upload.wikimedia.org/wikipedia/commons/0/00/Arco_en_la_Hacienda_Kochol_Yucatan_1906.jpg

## Toponimia
El nombre (Kochol) proviene del idioma maya KOOCHOL.
Especie de grillo de color café claro, sin alas, torpe en andar, de cuerpo grueso, este tipo de grillo abunda en esa zona de allí el nombre de la localidad. (https://web.archive.org/web/20140607025912/http://www.uady.mx/sitios/mayas/diccionario/k_maya.html)

## Demografía
Según el censo de 2005 realizado por el INEGI, la población de la localidad era de 1498 habitantes, de los cuales 762 eran hombres y 736 eran mujeres.
| 319                         | 406 | 424 | 480 | 416 | 370 | 473 | 564 | 866 | 1131 | 1237 | 1270 | 1498 |
| (Fuente: INEGI [Consultar]) |     |     |     |     |     |     |     |     |      |      |      |      |